# Rạng
Rạng hay còn gọi cúc móng ngựa (danh pháp khoa học: Ligularia hodgsonii) là một loài thực vật có hoa trong họ Cúc. Loài này được Hook. mô tả khoa học đầu tiên năm 1863.